# Distylium indicum
Distylium indicum är en trollhasselart som beskrevs av George Bentham och Charles Baron Clarke. Distylium indicum ingår i släktet Distylium och familjen trollhasselfamiljen. Inga underarter finns listade i Catalogue of Life.